# مغراوه (استان مدیه)
مغراوه (به عربی: مغراوة) یک شهرداری در الجزایر است که در استان مدیه واقع شده‌است.
 مغراوه ۷۱٫۲ کیلومتر مربع مساحت و ۵٬۶۴۷ نفر جمعیت دارد.